# Santi Aldama
Santiago Aldama Toledo (* 10. Januar 2001 in Las Palmas de Gran Canaria) ist ein spanischer Basketballspieler. Der 2,13 Meter große Power Forward / Center spielte vor seinem Wechsel ins Profilager an der Loyola University Maryland in den Vereinigten Staaten.

## Werdegang
Sein Vater Santiago Aldama Alesón sowie sein Onkel Santi Toledo waren Berufsbasketballspieler. Als Jugendlicher besuchte Santi Aldama auf Gran Canaria die Canterbury School, eine zweisprachige Privatschule (spanisch und englisch), mit angeschlossenem Basketballzweig.
Aldama wechselte 2019 an die Loyola University Maryland in die Vereinigten Staaten. Wegen einer Verletzung verpasste der Spanier die ersten 22 Spiele der Saison 2019/20, ehe er in den noch zehn verbleibenden Partien Mittelwerte von 15,2 Punkten und 7,6 Rebounds verbuchte. In der Saison 2020/21 erreichte Aldama Mannschaftshöchstwerte in den statistischen Kategorien Punkte (21,1), Rebounds (10,1), Korbvorlagen (2,3) und Blocks (1,7) pro Partie. Seine 32 getroffenen Dreipunktewürfen in 17 Einsätzen wurden ebenfalls von keinem Mannschaftskameraden übertroffen. Mit sechs Siegen und elf Niederlagen wies die Hochschulmannschaft am Ende der Saison eine mäßige Bilanz auf.
An 30. Stelle und damit als letzter Spieler der ersten Runde landete Aldama bei dem Ende Juli 2021 abgehaltenen Draft-Prozedere der Profiliga NBA bei den Memphis Grizzlies. Die Grizzlies hatten zuvor die Rechte von den Utah Jazz ertauscht. Zuvor war 1989 ein Spieler der Loyola University Maryland bei dem Verfahren von einer Mannschaft ausgewählt worden. Im August 2021 wurde er von den Memphis Grizzlies mit einem Vertrag ausgestattet.

### Nationalmannschaft
2019 wurde er mit Spanien U18-Europameister und als bester Spieler des Turniers ausgezeichnet. Aldama erzielte im Verlauf der EM im Durchschnitt 18 Punkte je Begegnung.

## Karriere-Statistiken

### NBA

#### Hauptrunde
| Saison  | Team    | GP  | GS | MPG  | FG % | 3P % | FT % | RPG | APG | SPG | BPG | PPG  |
| ------- | ------- | --- | -- | ---- | ---- | ---- | ---- | --- | --- | --- | --- | ---- |
| 2021–22 | Memphis | 32  | 0  | 11.3 | .402 | .125 | .625 | 2.7 | 0.7 | 0.2 | 0.3 | 4.1  |
| 2022–23 | Memphis | 77  | 20 | 21.8 | .470 | .353 | .750 | 4.8 | 1.3 | 0.6 | 0.6 | 9.0  |
| 2023–24 | Memphis | 61  | 35 | 26.5 | .435 | .349 | .621 | 5.8 | 2.3 | 0.7 | 0.9 | 10.7 |
| Gesamt  | Gesamt  | 170 | 55 | 21.5 | .447 | .333 | .692 | 4.8 | 1.5 | 0.6 | 0.7 | 8.7  |

#### Playoffs
| Saison  | Team    | GP | GS | MPG  | FG % | 3P % | FT %  | RPG | APG | SPG | BPG | PPG |
| ------- | ------- | -- | -- | ---- | ---- | ---- | ----- | --- | --- | --- | --- | --- |
| 2022–23 | Memphis | 6  | 0  | 16.8 | .455 | .467 | 1.000 | 4.3 | 1.2 | 0.5 | 0.0 | 6.5 |
| Gesamt  | Gesamt  | 6  | 0  | 16.8 | .455 | .467 | 1.000 | 4.3 | 1.2 | 0.5 | 0.0 | 6.5 |